# تطور التعاون
تطور التعاون the Evolution of Cooperation هو:
- مجال بحث يهتم في كيفية انبثاق التعاون وآلياته وكيفية استمراره وذلك عن طريق استعمال العديد من الطرق العلمية كنظرية الألعاب. ومن المواضيع التي يهتم بها هذا العلم هو كيفية انبثاق تعاون حتى من منطلقات أنانية أو فردية أو انبثاقها مع غياب منظومة قيمية تحث عليه.
- عنوان ورقة بحثية للباحث السياسي روبرت أكسلرود والبيولوجي التطوري هاميلتون سنة 1981
- عنوان كتاب تم فيه نشر وتفسير الورقة العلمية لأكسل رود